# Stadion de Wageningse Berg
Stadion de Wageningse Berg is een voormalig voetbalstadion in de Nederlandse stad Wageningen. Het stadion werd van 1978 tot het faillissement in 1992 gebruikt bij voetbalwedstrijden van FC Wageningen.
Het stadion ligt midden op de Wageningse Berg. Omdat het een natuurreservaat betreft is het stadion nooit afgebroken. Het terrein wordt onderhouden door de gemeente Wageningen en vrijwilligers.